# Camille Bazbaz
Camille Bazbaz est un auteur-compositeur-interprète français né en 1967 à Suresnes.

## Biographie
Camille Bazbaz rencontre au lycée ceux qui deviendront plus tard les autres membres du groupe Le Cri de la mouche, quintet rock de la fin des années 1980 au sein duquel il est organiste. Après avoir été influencé par le punk et le rock des années 1970, il est marqué par le reggae, la musique soul et le blues. Le groupe se sépare au début des années 1990,.
Il fait des rencontres dans le milieu du hip-hop et notamment celle de JoeyStarr qui intervient sur son premier album solo Dubadelik sorti en 1996.
Il rencontre ensuite le cinéaste Pierre Salvadori, pour qui il compose les musiques de cinq films : … Comme elle respire en 1997, Les Marchands de sable en 2000, Après vous en 2003, Hors de prix en 2006 et En liberté ! en 2018.
Parallèlement, il sort un deuxième opus, Une envie de chien. En 2004, il fait paraître son troisième album Sur le bout de la langue, devenu disque d'or. Y figure un morceau écrit par André Manoukian.
Les textes de Dans ma nature, Tout pour l'éviter, et Loin derrière, sont quant à eux signés Sandrine Kiberlain, rencontrée quelques années plus tôt sur le tournage d'Après vous de Pierre Salvadori. Bazbaz compose Loin derrière et Vos condoléances sur Manquait plus qu'ça, premier album de la comédienne.
Victoires de la musique 2006 : Bazbaz est nommé dans la catégorie Révélation scène de l'année,.
Puis il enregistre à Kingston, en Jamaïque, une partie de son quatrième album, Le Bonheur fantôme, qui sort le 21 mai 2007, avec notamment le batteur Sly Dunbar et le bassiste Robbie Shakespeare,, qui composent une des sections rythmiques les plus célèbres au monde, et l'autre partie de l'album en France, en collaboration avec son équipe : Fabrice "CUB1" Colombani, Jérôme « Tchiky » Perez, Yarol Poupaud (FFF), Christiane Prince et Viryane Say.
Victoires de la musique 2008 : Bazbaz est nommé dans la catégorie Musique de film pour la BO de Hors de prix, film de Pierre Salvadori avec Gad Elmaleh et Audrey Tautou, sorti en décembre 2006.
La Chose, cinquième album solo de Bazbaz édité par le label réunionnais Sakiforecords, sort le 1er mars 2010.
A Bang, deuxième album en collaboration avec Winston McAnuff, album éclectique entre rock et reggae, est signé lui aussi sous le label Sakiforecords. L'album est enregistré à Kingston et en France, il sort le 23 mai 2011.
En 2013, sort le septième album de Bazbaz, Love Muzik, chez Verycords. Fin 2015, il participe à Zombie Kids, spectacle monté par le chanteur belge Saule dans le cadre de Mons 2015, dans le rôle du Colonel Faubert. En 2016 sort son huitième album, Café, toujours chez Verycords.
En 2021, Bazbaz sort Dernière danse, premier single tiré de l'EP Love Bordel, en collaboration avec le beatmaker français Manudigital, bassiste et compositeur renommé de riddims, reggae digital.
En décembre 2023, sort l'album Rock It avec le dub spécialiste Crazy PP enregistré et mixé dans le White Ark Studio et masterisé à New York par Alex Psaroudakis. Sortie chez TMA. Un album reggae dub avec des parties instrumentales où l'on fait la part belle à l'orgue Hammond seventies.

## Discographie

### Albums
- 1996 : Dubadelik
- 2000 : Une envie de chien
- 2004 : Sur le bout de la langue
- 2007 : Le Bonheur fantôme
- 2010 : La Chose
- 2011 : A Bang
- 2013 : Love Muzik
- 2016 : Café
- 2019 : Manu Militari
- 2022 : Lovebordel
- 2023 : Rock It!

### Single
- 2003 : Après vous... (musique du film)
- 2007 : Illiennes
- 2007 : Con d'Homme

### Musiques de film
- 1998 : … Comme elle respire
- 2000 : Les Marchands de sable
- 2003 : Après vous
- 2006 : Hors de prix
- 2018 : En liberté !

## Distinctions

### Nominations
- César 2019 : César de la meilleure musique originale pour En liberté !